# Carlito Carvalhosa
Luiz Carlos Cintra Gordinho de Carvalhosa (São Paulo, 11 de dezembro de 1961 - São Paulo, 13 de maio de 2021) foi um artista plástico brasileiro de produção vasta e diversificada, voltada sobretudo à pintura e à escultora. Formado em Arquitetura pela Faculdade de Arquitetura e Urbanismo da Universidade de São Paulo, em 1984, participou do ateliê de Sérgio Fingermann entre 1980 e 1982. Nos anos 1980, integrou o grupo Casa 7, ao lado de Nuno Ramos, Fabio Miguez, Paulo Monteiro e Rodrigo Andrade. Em 1989, ganhou uma bolsa de viagem do Deutscher Akademischer Austauschdienst, indo morar na cidade de Colônia, na Alemanha, onde ficou até 1992.
Carvalhosa participou da 18.ª Bienal Internacional de Arte de São Paulo, em 1985; da Bienal de Havana, em 1986 e 2012, e da Bienal do Mercosul, em 2001 e 2009. 
Teve exposições individuais no Museu de Arte Moderna do Rio de Janeiro, em 2006; Museu de Arte Moderna de São Paulo, em 2008; Museu de Arte Moderna de Nova York (MoMA), em 2011; Museu de Arte Contemporânea da Universidade de São Paulo, em 2013.
Suas obras fazem parte de importantes coleções, tais como: Cisneros Fontanals Art Foundation (CIFO), Miami, EUA; Museu de Arte Moderna de São Paulo (MAM-SP), São Paulo, Brasil; Museu de Arte Moderna do Rio de Janeiro (MAM Rio), Rio de Janeiro, Brasil; Pinacoteca do Estado de São Paulo, São Paulo, Brasil.
Carlito Carvalhosa teve dois livros publicados sobre sua obra, ambos pela editora Cosac & Naify:  
```
Carlito Carvalhosa.
 Organizado por Lorenzo Mammi, 2000. Apresenta um relato abrangente de quinze anos da obra do artista
[
4
]
.  
```

Nice to meet you. Organizado pelo próprio artista, 2011. Apresenta textos críticos de Luis Pérez- Oramas, Paulo Venancio Filho, Daniel Rangel, Beatriz Bracher, Juliana Monachesi, Paulo Herkenhoff, João Bandeira, Arto Lindsay e Ivo Mesquita. 
Considerado um dos maiores artistas brasileiros contemporâneos, conquistou curadores e colecionadores internacionais. Carvalhosa foi o único artista brasileiro a expor em vida no Museu de Arte Moderna de Nova York (MoMA). A exposição da obra Sum of days, em 2011, levou o ex-curador do MoMA Luis Pérez-Oramas a comentar  que "a obra de Carlito Carvalhosa é um desses legados de longue durée da humanidade".
Faleceu no Hospital Nova Star, em São Paulo, aos 59 anos, no dia 13 de maio de 2021. O artista lutava contra um câncer no intestino desde 2012.